# Phrudocentra albicoronata
Phrudocentra albicoronata là một loài bướm đêm trong họ Geometridae.